# ريحانة سوندر
ريحانة سوندر هي لاعبة كرة ريشة بحرينية. تشارك في بطولات الزوجي المختلط مع هيري سيتياوان حيث وصلت إلى الدور النهائي في بطولة تحدي البحرين الدولية 2012 حيث احتلا المركز الثاني خلف الهنديان تانفير جيل ومهيتا ساهديف بعد الخسارة 0-3 وكانت نتيجة الأشواط 11 -21، 21-17، 14-21. في عام 2014 وصلت سوندر وسيتياوان أيضا إلى المباراة النهائية في بطولة دوري البحرين الدولية. تغلب عليهما الزوجي النمساوي بعد خسارتهما بنتيجة 0-3 أيضا.

## البطولات
زوجي مختلط
| العام | البطولة              | الزميل        | الخصمان                            | التسجيل             | النتيجة |
| ----- | -------------------- | ------------- | ---------------------------------- | ------------------- | ------- |
| 2014  | البحرين الدولية      | هيري سيتياوان | ديفيد أوبيرنوستيرر إليزابيث بالدوف | 13–21, 14–21        | الوصافة |
| 2012  | تحدي البحرين الدولية | هيري سيتياوان | تانفير غيل موهيتا سهديف            | 11–21, 21–17, 14–21 | الوصافة |

  بطولات تحدي دولية
  بطولات دوري دولية
  بطولات دوري مستقبلية

## روابط خارجية
- ريحانة سوندر على موقع BWF.tournamentsoftware.com (الإنجليزية)
- ريحانة سوندر على موقع BWFbadminton.com (الإنجليزية)